# Calohelcon dangerfieldi
Calohelcon dangerfieldi är en stekelart som beskrevs av Austin och Robert A.Wharton 1992. Calohelcon dangerfieldi ingår i släktet Calohelcon och familjen bracksteklar. Inga underarter finns listade.